# ریچارد ویلسون (بازیگر استرالیایی)
 ریچارد ویلسون (به انگلیسی: Richard Wilson) (زاده۲۳ اکتبر ۱۹۸۴) بازیگر استرالیایی است.